# Wagner Canhedo
Wagner Canhedo Azevedo (Potirendaba, SP, 20 de janeiro de 1936) é um empresário brasileiro, que ficou conhecido nacionalmente ao se tornar proprietário, em 1990, da Viação Aérea São Paulo (VASP).
É casado com Izaura Valério Azevedo, com quem teve 5 filhos: Wagner Canhedo Filho, Ulisses Canhedo Azevedo, Cesar Antônio Canhedo Azevedo, Rodolfo Canhedo Azevedo e Henrique Canhedo Azevedo, o Ite, que faleceu aos 21 anos por um acidente de moto no balão do aeroporto em Brasília, no ano de 1982.

## Biografia
Canhedo é filho de Alzira Canhedo Azevedo e de Joaquim Canhedo, espanhol que, aos oito anos de idade, havia deixado a cidade de Nerja, Andaluzia, imigrando para o Brasil onde trabalhou como caminhoneiro.
Canhedo começou a trabalhar ainda criança, como ajudante de oficina mecânica no interior do Paraná. Aos 10 anos, lavava motores. Aos 16, tinha a sua própria oficina. Em seguida, comprou um caminhão em sociedade com o pai e passou a fazer entrega de cargas. Sem tempo para os estudos, não terminou o 2º grau. Com todo o tempo do mundo para os negócios, comprou terrenos, montou uma serraria e, em 1957, foi para Brasília, então um imenso canteiro de obras, com uma frota de oito caminhões.
Graças ao que ganhou, fazendo negócios ligados a construção da nova capital, Canhedo se tornou milionário aos 26 anos de idade e chegou a chefiar um grupo de dezessete empresas, com 15.000 funcionários, que faturava 2,2 bilhões de dólares por ano.
A Vasp, que Canhedo adquiriu em 1990, em condições suspeitas, já que sua empresa a Consórcio VOE-Canhedo recebera do governo de São Paulo US$ 53 milhões em 1990 dias antes de adquirir a Vasp por US$ 45 milhões, representava 60% da receita total. Por intermédio da Vasp, Canhedo adquiriu ainda uma participação de 50,03%  nas companhia aérea LAB (Lloyd Aéreo Boliviano) e 49% das ações da Linhas Aéreas Ecuatorianas.
Com interesses em áreas variadas como mineração, agropecuária e turismo, o conglomerado incluía a transportadora Wadel, que reúne 300 caminhões, e a Viplan, que faz o transporte urbano em Brasília, com mais de 1.000 ônibus. Em sua trajetória, essas firmas foram peças vitais para o fortalecimento do empresário. Portanto, de milionário, Canhedo virou bilionário graças à sua conexão estatal.
Em quatro ocasiões, apurando operações feitas pelo governo, as comissões de investigação do Congresso chegaram ao nome de Wagner Canhedo. Em 1989, a Comissão de Fiscalização e Controle da Câmara investigava o desvio de verbas na estatal Companhia de Financiamento da Produção - CFP, posteriormente fundida com outras estatais para formar a Conab. A transportadora Wadel, supostamente, recebia do governo 84 cruzados novos por tonelada de grãos que transportava e subcontratava outras transportadoras pagando 14 cruzados novos por tonelada. Canhedo é acusado de embolsar a diferença.
Houve a CPI da privatização da Vasp, outra sobre as empresas aéreas e a CPI do caso Collor-PC. Paulo César Farias se empenhou pessoalmente na vitória de Canhedo na concorrência de privatização da Vasp. Depois que ela ocorreu, fez de tudo para que o negócio fosse em frente. Em nenhum outro projeto dentro do governo Collor, a presença de PC foi tão ostensiva quanto na ajuda às necessidades da VASP e de Canhedo. Chegou-se a imaginar que o caixa de Collor pudesse ser sócio do amigo no empreendimento. Canhedo nega. Graças à ajuda de PC, o "estilo empresarial" de Canhedo foi apresentado a todo o Brasil.
Os negócios de Canhedo começaram a regredir quando não resolveu o problema das dívidas da Vasp que, ao contrário, se agravou. Em obrigações de curto e longo prazo, a companhia aérea acumulou dívidas de 3,2 bilhões de reais, o equivalente a dois anos e quatro meses de seu faturamento. Desse total, 2,13 bilhões eram dívidas com o governo. Canhedo pede mais dinheiro emprestado, mas não paga os credores.
A Vasp então entra em recuperação judicial, onde saiu em 2008, para ter sua falência decretada em 8 de setembro, e Wagner Canhedo é afastado da gestão da empresa pela Justiça.
Tudo isso não resultou em nenhuma punição para Canhedo, embora tenha ficado preso por alguns dias, em 2004, mas principalmente não impediu que Canhedo fosse fartamente homenageado pelas autoridades. É cidadão honorário da Paraíba, Pernambuco, Alagoas, Espírito Santo, Maranhão e das cidades de São Paulo, Brasília e São Luís. Entre muitas condecorações e homenagens já recebeu a Medalha do Pacificador, a Medalha do Mérito Santos-Dumont e a Ordem do Mérito do Superior Tribunal Militar.
Com exceção da Vasp, Canhedo mantém ainda hoje suas outras empresas, entregues à administração de seus filhos.
Mesmo com a Vasp se atolando cada vez mais em dívidas bilionárias, Canhedo, na década de 1990, adquire, com recursos ainda incertos, um dos maiores empreendimentos agropecuários do país, a Fazenda Piratininga, com cerca de 215.000 hectares de terra que é o equivalente a quase o dobro do tamanho da cidade do Rio de Janeiro (RJ). A sede da Fazenda Piratininga está localizada no município de São Miguel do Araguaia (GO) a apenas 3 km da divisa com o Tocantins, sendo que a fazenda ainda abrange terras do município tocantinense de Araguaçu, além de uma pequena área do município de Sandolândia (TO). A Fazenda Piratininga possui uma infraestrutura surpreendente e de dar inveja, que segundo o próprio Canhedo lhe custou pouco mais de R$ 400 milhões. O rebanho de aproximadamente 100.000 cabeças de gado trouxe a Canhedo o título de "rei do gado". Com os negócios da Vasp indo de mal a pior e tendo a Piratininga sob administração da Agropecuária Vale do Araguaia, que é uma das empresas do grupo controlado por Canhedo, ele ainda investia mais e mais recursos na Piratininga, transformando-a em um gigantesco complexo agropecuário, com direito a 3.600 km de estradas, 304  pontes de concreto, 2 viadutos, barracões, caminhões, implementos agrícolas, pista de pouso, uma magnífica área de lazer e outras benfeitorias, sendo que o conjunto de terras e benfeitorias foi avaliado em R$ 500 milhões.Revista Veja on line
Após a abertura do processo de recuperação judicial que gerou a falência da Vasp, cerca de 15 mil ações trabalhistas foram instauradas na Justiça. Em 2008 "a menina dos olhos" de Canhedo (Piratininga) foi adjudicada pelos funcionários da Vasp que passam a ser os novos proprietários da mesma. Sem saber como fazer para vendê-la e quitar todas as dívidas das ações trabalhistas, os adjudicantes recorrem ao Tribunal Regional do Trabalho de São Paulo (SP) TRT 2ª Região para os auxiliar na venda. Em junho de 2009, em audiência publica, a justiça do trabalho decide manter a adjudicação aos funcionários da Vasp e realizar um leilão da mesma. Fentac/CUT. No final de novembro de 2009 a Central de Hastas Públicas do TRT 2ª Região publicou o edital público resumido com a data do leilão que poderá novamente transferir a propriedade da Piratininga.
No dia 10 de março de 2010, foi marcado um leilão da fazenda Piratininga pela Justiça do Trabalho, suspenso por uma liminar do Superior Tribunal de Justiça por não atender às determinações legais da Lei de Falências. Teve início um conflito de jurisdição entre o administrador da massa falida (matéria cível/comercial) e trabalhista, finalmente decidida em favor desta última pelo Supremo Tribunal Federal.
Além da Piratininga, vários outros bens de outras empresas do grupo Canhedo, como alguns ônibus da Viplan, continuam a ser vendidos e penhorados.
Atualmente, nenhum tribunal do país consegue penhorar nenhum bem deste senhor para pagar seus ex funcionários. Nem ao menos se consegue o contato dele.
Canhedo também é dono da Viplan, empresa de transporte público de Brasília - DF. A Viplan é conhecida como a pior das empresas de transporte público da cidade, com o maior percentual de veículos sucateados, os horários mais imprecisos, e maior índice de quebra/defeito em seus carros. Em fevereiro de 2012, foi descoberto um esquema da empresa de fiscalização DFTrans do Distrito Federal e as empresas de transporte público para permitir que ônibus sucateados rodassem impunes pela cidade. Os ônibus mostrados na matéria são justamente os da empresa de Canhedo. Correio Braziliense
No dia 31 de agosto de 2013, Canhedo foi preso em Brasília por sonegação de impostos, Mas foi solto pouco tempo depois.